# 北圻變故
北圻變故（越南语：／）指的是1873年法蘭西第三共和國進攻北圻（越南北部）的事件。
1864年，法蘭西第二帝國通過南圻遠征，佔領了南圻（越南南部）。法國希望以南圻作為侵略中国清朝的跳板。因此在1866年，法屬交趾支那總督皮埃爾·德·拉·格朗迪埃爾（Pierre de la Grandière）派遣拉格雷（Doudard de Lagrée）中校和安鄴大尉逆湄公河而上，尋找去中國的水路，但失敗而回。而就在此時，一位名叫讓·迪皮伊（Jean Dupuis，越南史料稱之為涂普義）的法國人從中國歸來，告訴總督府說北圻有不少江河去中國雲南比較便利，因此總督府以前往雲南販賣武器為由，派遣米樂、德·亞爾荷（d'Arhaud）前去北圻，同時與駐守河內的欽差大臣黎峻討論通商之事。黎峻以未得到朝廷命令為由一再拖延。
迪皮伊不僅向中國的雲南總督出售武器，還參與了走私食鹽的生意，當時這在越南是違法的。嗣德帝得知後，派兵部右參知潘廷評為欽差大臣，前往河內，命令阮知方向迪皮伊交涉。迪皮伊援引1862年西貢條約的內容，聲稱已得到中國方面的許可，無需請求越南方面的許可，怒而離席。嗣德帝命黎峻、阮文祥前往西貢，要求總督府懲治迪皮伊。總督馬里·儒勒·杜白蕾（Marie Jules Dupré，越南稱作「游悲黎」）少將決定佔據北圻，派遣安鄴大尉率170名士兵前往河內，聲稱要處理迪皮伊事件。
安鄴大尉率軍來到河內城下，僅帶數名士兵進入城中，同阮知方會面。安鄴不僅沒有談及迪皮伊事件，反而提出圍剿北圻的匪幫並要求開放紅河各口岸通商。阮知方拒絕了這些要求。但安鄴出城之後，單方面地宣佈開放紅河口岸。越南官員們十分不滿，阻撓通商。於是安鄴決定用武力保障通商。
1873年10月15日，安鄴率法國士兵攻打河內，用大炮攻擊城牆。河內很快便陷落，守城的阮林陣亡，阮知方重傷。阮知方與潘廷評都被俘。阮知方拒絕接受治療，絕食而死。安鄴派法國士兵攻破寧平、南定、海陽等地，越南官軍望風而潰。
嗣德帝得知安鄴大尉攻佔河內，派陳廷肅、阮仲合、張嘉會去河內求和，又派黃繼炎前去北圻防禦。同時派黎峻、阮文祥出使西貢，向法屬交趾支那總督府提出交涉。安鄴仍然拒絕退兵。黃繼炎聯合黑旗軍的劉永福，進攻河內。安鄴在紙橋被黑旗軍伏擊身亡。
1874年，法國代表保罗-路易-费利克斯·菲拉斯特（Paul-Louis-Félix Philastre，越南史料稱之為「霍道生」）與越南代表黎峻在西貢簽訂第二次西貢條約，迫使越南將安江省、河仙省、永隆省割讓給了法國。在越南的傳教行為得到允許。歸仁、海防等地被開闢為通商口岸。

## 註腳
1. 1 2 3 4  Froidevaux 1932，第414頁.
2. ↑  Gautier 1887，第203頁.
3. 1 2  De Pouvourville 1931，第217頁.
4. ↑  Diguet, Édouard. . 1908: 27.
5. 1 2  De Pouvourville 1931，第220頁.